# Arsène Bessette
Pour les articles homonymes, voir Bessette.
Arsène Bessette, né le 20 décembre 1873 à Mont-Saint-Hilaire et décédé le 21 juin 1921 à Montréal, est un journaliste et écrivain québécois.

## Biographie
Arsène Bessette est l’aîné d’une famille d’agriculteurs fils de Moïse Bessette et son épouse Valérie Lapalme. Il épouse Albina Lareau dans la ville de Saint-Jean-sur-Richelieu dans la province de Québec, avec qui il n'a pas eu d'enfant.
. Son grand-père, Moïse Bessette, est un homme engagé politiquement puisqu’il est maire de Saint-Hilaire de 1869 à 1874, puis de 1888 à 1890 et l’organisateur de la campagne du député libéral Louis-Philippe Brodeur. Venant d’un milieu modeste mais éclairé, Arsène arrive à mener des études au Collège de Sainte-Marie-de-Monnoir (1888-1895), grâce à Brodeur.
La carrière qu’il épouse, faute d’argent pour poursuivre son instruction à l’université, est celle de journaliste. Il est d’abord à La Patrie en 1898, puis deux ans plus tard, au Canada français de Saint-Jean, dirigé par son ami Gabriel Marchand (fils de Félix-Gabriel Marchand, premier ministre du Québec de 1897 à 1900). Bessette devient bientôt rédacteur en chef du journal, s’intéressant tour à tour à l’actualité politique, sociale et littéraire.
Bessette fait partie des libéraux les plus radicaux de la province. Comme Honoré Beaugrand, T.D. Bouchard, Gustave Francq, Charles Gill, Godfroy Langlois, Philippe Panneton (Ringuet), il est franc-maçon et appartient à la loge maçonnique L’Émancipation. Ces francs-maçons se présentent comme travaillant à l’affranchissement intellectuel du peuple canadien-français, courbé selon eux, sous le despotisme clérical.
Défenseurs du progrès social, ils cherchent notamment à faire la promotion de gratuité scolaire. Cultivé, passionné de théâtre, grand lecteur, ami du peintre Ozias Leduc — le frère de Bessette avait épousé en 1902 la sœur de Leduc — Bessette correspond également avec des intellectuels français. Grâce à son amie Idola Saint-Jean, militante féministe, il entreprend une correspondance avec la future romancière française Marie Le Franc qu’il fait venir à Montréal en 1905. Il songe à lui demander sa main, mais déçu par Le Franc, Bessette épouse plutôt une collaboratrice de la page féminine de son journal, Albina Lareau, en 1907.
En plus de vivre de sa plume comme journaliste, Bessette s’adonne à plusieurs genres littéraires. Il écrit une comédie pour le théâtre intitulé Les Pantins (1904). Contre la censure au théâtre, il signe des textes dans le Canada français qui lui causeront la réprimande de son patron et la foudre des Ultramontains. Par ailleurs, il est également l’auteur de quelques contes.
En janvier 1914, Bessette publie son unique roman, Le Débutant illustré par Théophile Hyacinthe Busnel et Joseph Saint-Charles. Le roman d’apprentissage reflète le désenchantement de son auteur, autant professionnel qu’amoureux, et dénonce « le fanatisme politique et le préjugé religieux ». Empreint d’humour et de fantaisie, le roman propose une réflexion sur les mœurs électorales de l’époque et raconte le récit d’un jeune écrivain en quête d’épanouissement personnel. Le roman est par ailleurs fortement autobiographique et apparaît avoir été l'objet d'une auto-censure significative.
Son roman n’est pas bien reçu. Sans être carrément censuré, il subit une « conspiration du silence » par les critiques littéraires de l’époque qui croient bon d’étouffer la sortie. De plus, à cause du journal libéral qu’il dirige, reconnu comme franc-maçon, Bessette est plus d’une fois pris à partie dans la presse conservatrice.
La situation du journal le Canada français se détériore et Bessette, fortement contesté en raison de ses idées jugées révolutionnaires, depuis la parution de son roman, quitte Saint-Jean à la fin de 1917. Retiré à Montréal, il obtient des emplois au Pays et à La Presse, puis accepte un poste d’inspecteur à la Compagnie des tramways de Montréal en 1920. Il meurt subitement alors qu'il rendait visite à un ami, le 21 juin 1921.

## Revues et journaux
- Le Canada français
- La Presse